# Drieteendiksnavelmees
De drieteendiksnavelmees (Paradoxornis paradoxus synoniem: Cholornis paradoxus) is een zangvogel uit de familie Paradoxornithidae (diksnavelmezen).

## Verspreiding en leefgebied
Deze vogel komt voor in China en telt twee ondersoorten:
- P. p. paradoxus: zuidelijk Gansu, Sichuan en zuidoostelijk Shaanxi (centraal China).
- P. p. taipaiensis: Qinling Shan-gebergte in zuidelijk Shaanxi.

## Status
De grootte van de populatie is niet gekwantificeerd maar de soort wordt omschreven als vrij schaars. Op de Rode lijst van de IUCN heeft deze soort de status niet bedreigd.